# Стольники
Стольники (пол. Stolniki) — село в Польщі, у гміні Цельондз Равського повіту Лодзинського воєводства.
Населення — 181 особа (2011).
У 1975-1998 роках село належало до Скерневицького воєводства.

## Демографія
Демографічна структура станом на 31 березня 2011 року:
|          | Загалом | Допрацездатний вік | Працездатний вік | Постпрацездатний вік |
| -------- | ------- | ------------------ | ---------------- | -------------------- |
| Чоловіки | 92      | 20                 | 66               | 6                    |
| Жінки    | 89      | 18                 | 49               | 22                   |
| Разом    | 181     | 38                 | 115              | 28                   |